# Rysslandstornet
Rysslandstornet (Башня Россия Basjnja Rossija) var en planerad skyskrapa i Moskvas internationella affärscentrum. Enligt planerna skulle byggnaden bli 612 meter hög med 118 våningar, och därmed den högsta byggnaden i Europa. Skyskrapan började byggas i september 2007 och beräknades bli färdig under 2012, men på grund av den ekonomiska krisen stoppades bygget i november 2007 och återupptogs igen 2008. I juni 2009 ställdes byggandet in.

## Andra planer
Vad som kommer att byggas på platsen för Rysslandstornet är oklart. Enligt uppgifter från mars 2012 skulle ett "bara" 360 meter högt Rysslandstorn byggas i stället.